# Place Henri-Krasucki
La place Henri-Krasucki est une voie située dans le quartier de Belleville du 20e arrondissement de Paris, en France.

## Situation et accès

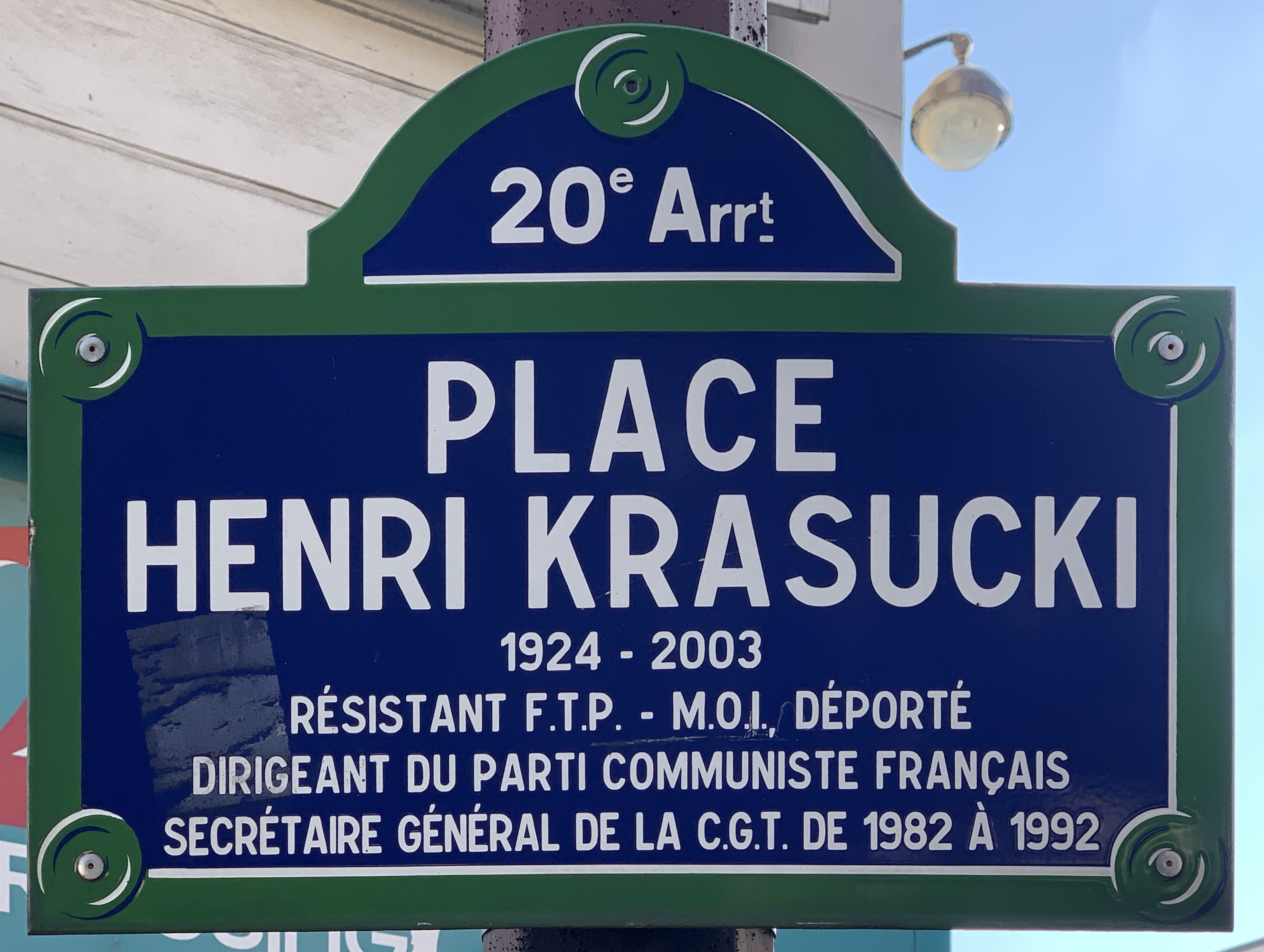
Plaque de la place.

La place est située à l'intersection des rues Levert, de la Mare, des Envierges, des Couronnes et des Cascades.

## Origine du nom
Elle porte le nom d'Henri Krasucki (1924-2003), résistant FTP, dirigeant du Parti communiste français et secrétaire général de la CGT de 1982 à 1992.
Il a longtemps vécu au no 107 de la Rue des Couronnes qui aboutit sur cette place.

## Historique
Le carrefour a été dénommé « place Henri-Krasucki » par arrêté municipal du 29 avril 2004.

## Bâtiments remarquables et lieux de mémoire
La place Henri-Krasucki possède deux monuments historiques :
- la devanture de la boulangerie, construite en 1910, sise 43, rue des Envierges, 71, rue de la Mare et place Henri-Krasucki, fait l’objet d’une inscription au titre des monuments historiques depuis le 23 mai 1984[1] ;

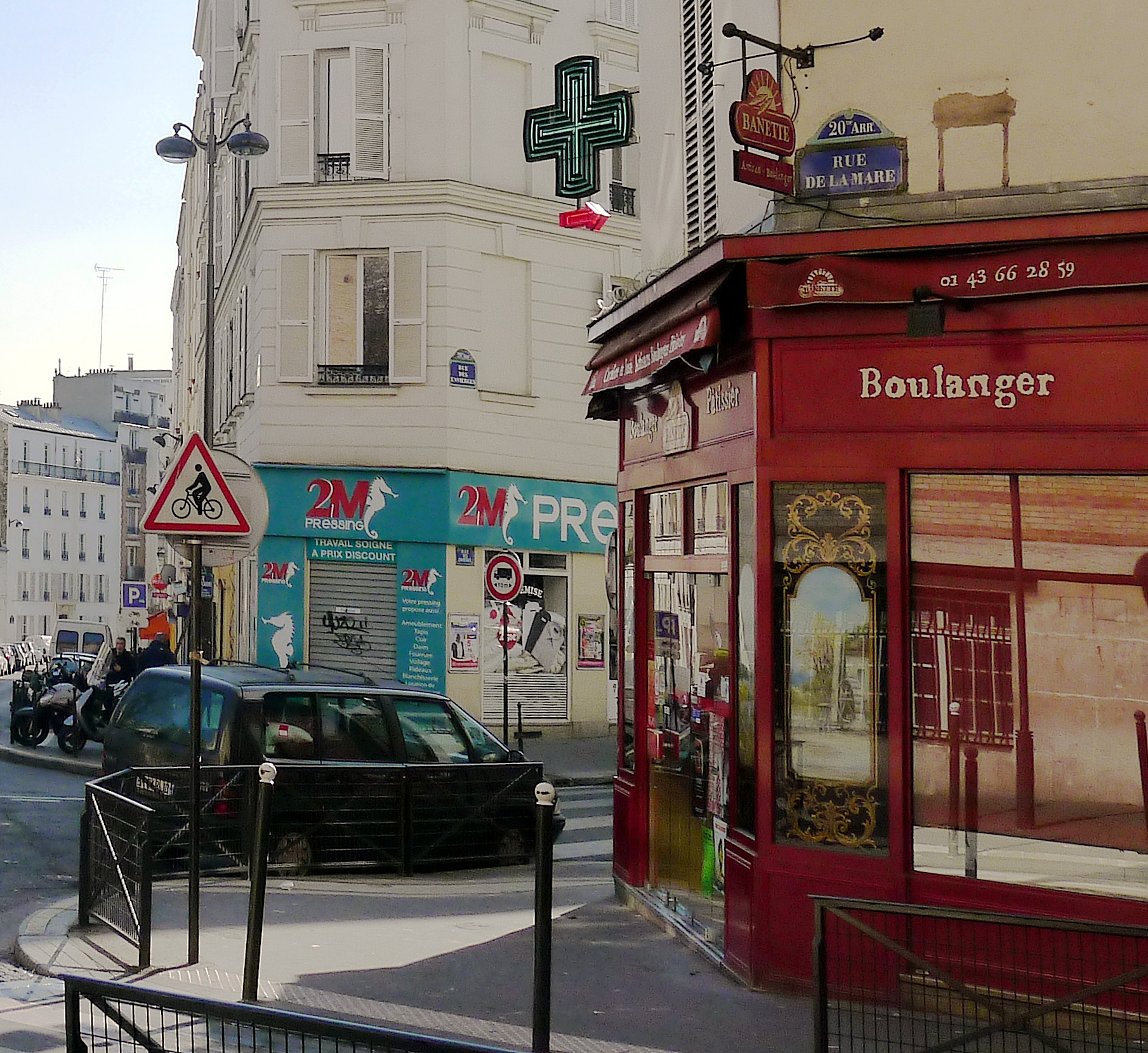
Boulangerie.

- le regard des Cascades (situé sous la chaussée), sis entre les 84 et 91, rue des Cascades et place Henri-Krasucki, qui fait partie des eaux de Belleville, fait l’objet d’un classement au titre des monuments historiques depuis le 6 février 2006[2].